# Galasso Montefeltro d'Urbino
Galasso Montefeltro va ser fill de Frederic I Montefeltro. El 1348 va ser nomenat vicari imperial al comtat d'Urbino.
Va deixar cinc fills: Nolfo (mort passat el 1420 que va deixar un fill de nom Guido mort després del 1480 i aquest una filla de nom Ludovica que es va casar amb Bernardino de' Bulgarelli da Marsciano, comte de Marsciano i senyor de Montegiove), Paolo Montefeltro, Guittone, Bonconte i Agnès.